# Melissodes paroselae
Melissodes paroselae är en biart som beskrevs av Cockerell 1905. Melissodes paroselae ingår i släktet Melissodes och familjen långtungebin. Inga underarter finns listade i Catalogue of Life.